# Baai van Koper

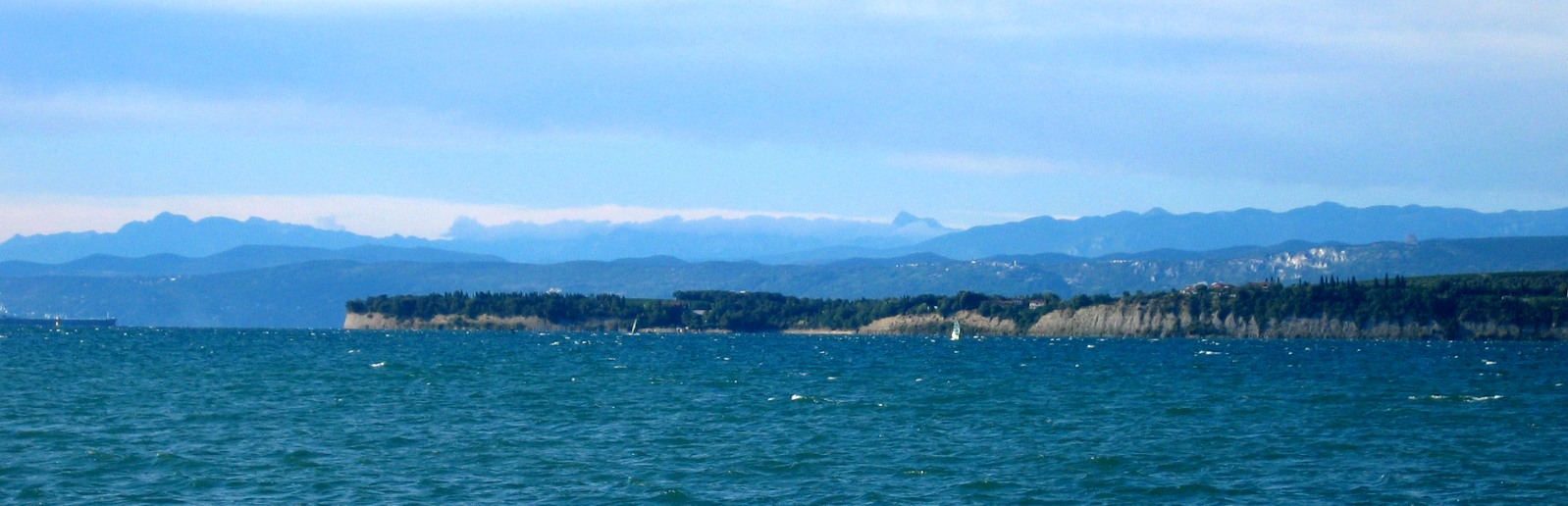
Baai van Koper.

De Baai van Koper (Sloveens: Koprski zaliv) is een baai in Slovenië die deel uitmaakt van de Golf van Triëst en een oppervlakte van 18 km² heeft. De Sloveense havenstad Koper ligt aan de zuidoostkant van deze baai, die onder andere gevoed wordt door de rivier de Rižana. Andere plaatsen aan de Baai van Koper zijn de stad Izola en het dorp Ankaran.
Plaatsen in Istrië: Banjole · Bertoki · Buje · Buzet · Fažana · Hum · Izola · Jagodje · Koper · Koromačno · Labin · Lucija · Medulin · Motovun · Muggia · Novigrad · Pazin · Peroj · Piran · Portorož · Poreč · Premantura ·  Pula · Rabac Luka · Ravni · Roč · Rovinj · Savudrija · Škocjan · Stalije · Štinjan · Trget · Umag · Višnjan · Vodnjan · Vrsar
Taal in Istrië: Čakavisch · Istriotisch · Istro-Roemeens · Italiaans · Sloveens · Kroatisch · Venetiaans
Andere artikelen over Istrië: Golf van Triëst · Istrische Democratische Assemblee · Italianisering · Baai van Koper · Baai van Muggia · Baai van Piran · Kvarner · Lim · Mario Andretti · Nino Benvenuti · Sergio Endrigo · Učka